# Heinrich Wilhelm Ahrens
Heinrich Wilhelm Ahrens (* 21. Juli 1903 in Bremen; † 5. Dezember 2002 in Bremen) war ein deutscher Jurist sowie Kaufmann und Manager im Versicherungswesen.

## Biografie
Ahrens wurde 1903 als Sohn des Bremer Versicherungskaufmanns Wilhelm Ahrens in Bremen geboren. Nach dem Besuch des Bremer Realgymnasiums studierte er Rechts- und Staatswissenschaften in Göttingen, Tübingen und Hamburg. In Göttingen wurde er im Sommersemester 1922 Mitglied der Burschenschaft Holzminda. Aufgrund der Inflation von 1923 unterbrach er sein Studium, um dieses nach einer kaufmännischen Lehre in der Bremer Im- und Exportfirma Schütte, Bünemann & Co. an der Universität Tübingen unter anderem als Schüler von Walter Eucken abzuschließen. Nach bestandenem Diplomvolkswirt-Examen wurde er 1929 in Hamburg bei Curt Eisfeld und Ernst Bruck mit einer Dissertation über die Exportkreditversicherung zum Dr. rer. pol. promoviert. Danach absolvierte er eine praktische Ausbildung bei verschiedenen Versicherungen (Colonia, Allianz, Hamburger Allgemeine, Nordstern, Hermes Kreditversicherungs AG), bevor er 1931 in die 1866 von seinem Großvater Conrad Heinrich Diedrich Ahrens gegründete Firma Heinrich Ahrens und die damit verbundenen Versicherungsfirmen Ahrens, Drechsler & Dettmann (Allianz, Hermes, Colonia) und H. W. Schulte (Skandia) eintrat. Nachdem er 1932 Prokurist geworden war, nahm ihn sein Vater 1935 als Teilhaber auf.
Am Zweiten Weltkrieg nahm er ab 1939 teil, im Westfeldzug als Zugführer und Kompanieführer im Infanterieregiment 58 und in der Sowjetunion zunächst als Ordonnanzoffizier im Regimentsstab des Infanterieregiments 58 und schließlich als Ic der 6. Infanterie-Division, bevor er beim Zusammenbruch der Heeresgruppe Mitte am 29. Juni 1944 für 10 Jahre in sowjetische Kriegsgefangenschaft geriet; zunächst vier Jahre im Norden Russlands als Wald- und Kolchosarbeiter; dann nach Isolationshaft, diversen Gefängnisaufenthalten und Verhören durch das MWD wurde er wegen seiner Dienststellung als Ic zu 25 Jahren Zwangsarbeit verurteilt, von der er unter anderem über drei Jahre in Stalingrad als Bauarbeiter im Straßenbau, Schienenlegen und Schrottsortieren arbeiten musste. Erst im Januar 1954 konnte er in seine Heimat zurückkehren.
Ahrens widmete sich wieder seinen Versicherungsfirmen, denen er als Seniorpartner vorstand. Er wurde Mitglied der Handelskammer Bremen und des Bremer Domkonvents. 1973 fusionierte er seine Firmen mit den angesehenen Bremer Firmen Carl Bölken Söhne und A. Fr. Wickeland zu einer größeren Firmengemeinschaft, die sich als Versicherungsgruppe auf Industrie- und Transportversicherungen spezialisierte.
1997 erfolgte seine Rehabilitierung durch das Militärkolleg des Obersten Gerichts in Belarus „... wegen Fehlens des Tatbestandes an Verbrechen.“ Er setzte sich aufgrund seiner Erfahrungen in der Nachkriegszeit für die deutsch-russische Verständigung ein.
Ahrens gehörte einer Bremer Freimaurerloge an und war Mitglied verschiedener Soldatenverbände, seit 1997 des Verbandes deutscher Soldaten. In Bremen starb er 2002 im Alter von 99 Jahren.

## Veröffentlichungen
- Die Exportkreditversicherung als betriebswirtschaftliches Problem der privaten Kreditversicherung. Rostock 1929 (Dissertation Universität Hamburg).